# Anawrahta

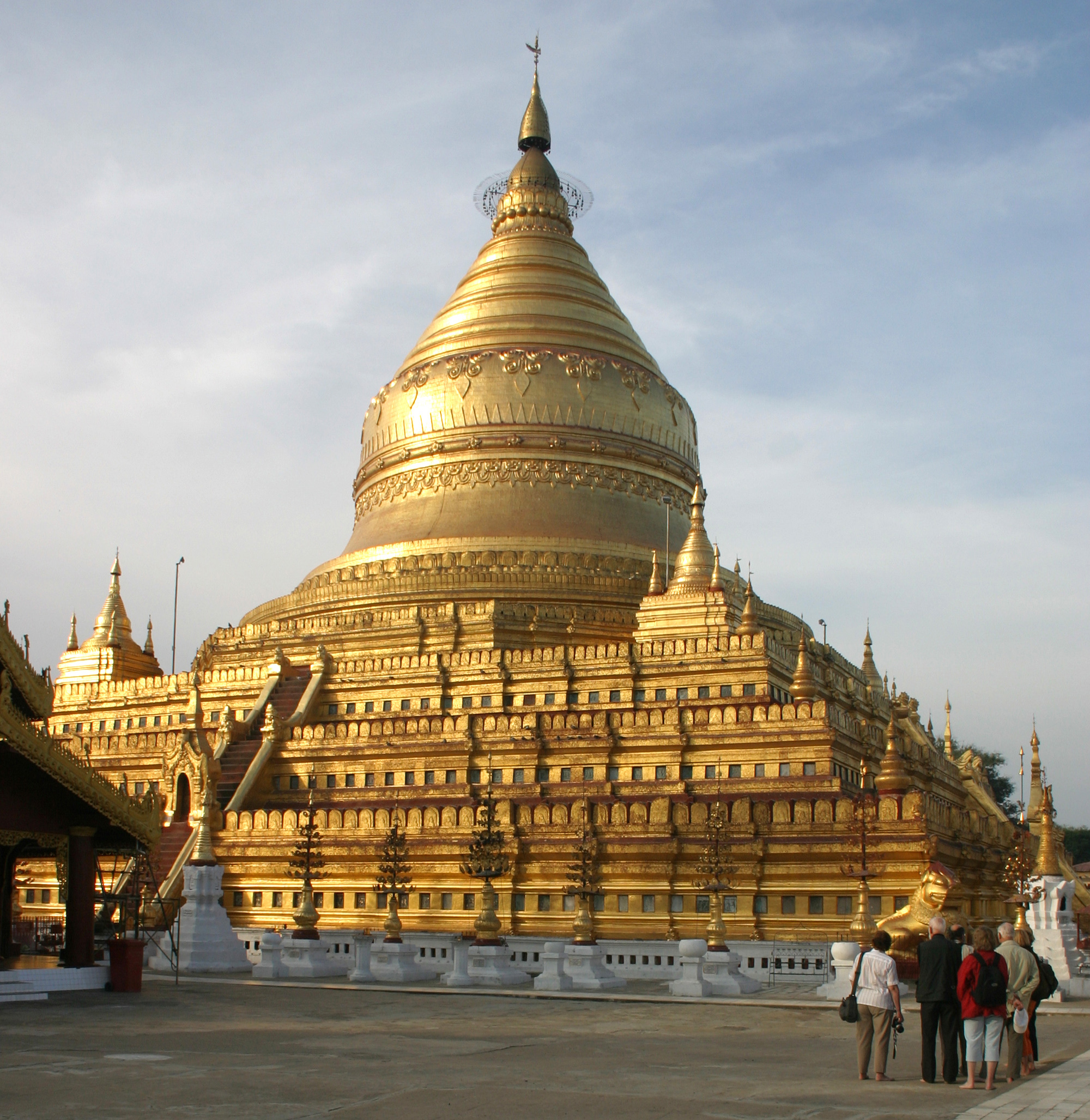
Stûpa central de la pagode Shwezigon, construite par Anawrahta

 Anawrahta (birman : အနော်ရထာ API : /ənɔ̀ja̰tʰa/) (1015-1077), est un roi birman, fondateur du premier royaume birman unifié, avec Pagan pour capitale; il est également célèbre pour avoir fait du bouddhisme theravāda une religion d'état. Il régna de 1044 à 1077.

## Biographie
Selon la Chronique du Palais de cristal, il était fils d'un usurpateur, Kunhsaw Kyaunghpyu, qui s'était emparé du trône au détriment du roi Nyaung-U Sawrahan (956–1001), avant d'être à son tour renversé par les fils de ce dernier Kyiso (1021–1038) et Sokkate (1038–1044), qui l'obligèrent à devenir bonze. Arrivé à l'âge adulte, Anawrahta défia Sokkate en combat singulier et le tua. Il proposa à son père de reprendre son trône, mais celui-ci refusa.
Anawrahta se fit donc couronner roi en 1044. Il effectua un pèlerinage à Ceylan. Sous l'influence de Shin Arahan, moine venu de Thaton, il se détacha du bouddhisme mahāyāna de ses prédécesseurs et se convertit au theravāda. Il fit alors la demande de textes liturgiques en pâli au roi môn de Thaton, Manuha. Devant son refus, il lança contre lui une expédition : Thaton fut prise, pillée et rasée en 1057, ainsi que l'ancienne capitale pyu, Thayekhettaya. Anawrahta était désormais maître du bassin de l'Irrawaddy. Il rentra à Pagan avec un important butin de reliques et de manuscrits, et un grand nombre de lettrés, d'artistes et d'artisans des villes détruites. Ceux-ci allaient lui permettre de lancer à Pagan un programme de construction à la mesure de sa nouvelle puissance.
Anawrahta attaqua aussi le Royaume de Dali, dans le Yunnan, pour s'emparer d'une relique du Bouddha (une dent). C'est pour abriter celle-ci qu'il entreprit en 1059 la construction de la pagode Shwezigon (achevée par son fils Kyanzittha avant 1113). Cette expédition lui permit aussi d'obtenir la soumission des shans et il épousa une princesse shan, Sao Monhla. Enfin, en 1071, il réussit à faire venir de Sri Lanka un exemplaire complet du Tipitaka : Pagan prenait ainsi le relai de Thaton comme capitale régionale du bouddhisme.
À la mort d'Anawrahta, son fils Sawlu lui succéda (1078).